# Jonas Esticado
Jonas Mikael Costa Xavier (Juazeiro do Norte, 24 de setembro de 1994), conhecido como Jonas Esticado, é um cantor brasileiro.

## Carreira
Iniciou sua carreira profissional em 2014, na banda Forró Esticado. Iniciou sua carreira solo em 2016, após a gravação de seu primeiro DVD em 2015, na cidade do Crato.
Atualmente, Jonas Esticado é um dos principais cantores de forró e "músicas de paredão" no Brasil.
Após passar cerca de dois anos na Banda Forró Esticado, gravou seu segundo DVD, Jonas Intense - Ao Vivo, no Café Lá Musique, em Maceió. Com esse projeto, consolidou sua carreira solo.
Entre seus principais sucessos em seu canal do YouTube, estão “Ele Não Tem” (92 milhões de visualizações), "Moça do Espelho" (mais de 37 milhões de visualizações), "Com Amor Não Se Brinca" (participação de Jorge, da dupla Jorge & Mateus), "Contrário" (quase 20 milhões de visualizações), "Meu Coração Pegou Ar" (participação de Matheus & Kauan) e "Saudade Boa" (participação de Felipe Araújo).
Em setembro de 2019, Jonas gravou seu novo DVD, Jonas In Brasilia, para comemorar seus 5 anos de carreira profissional.
No dia 26 de junho de 2020, participou da live do cantor Gusttavo Lima, na qual Gusttavo cantou a música Investe em Mim com a sua ex esposa, Andressa Suita, onde a música fez um sucesso enorme, contendo hoje, 55 milhões de acessos na plataforma YouTube..

## Vida pessoal
No dia 21 de março de 2018, sua companheira, Érica Oliveira, pediu Jonas em casamento. O casal já possui um filho, Mikael. Logo após um ano, o casal se separou. 
No início de 2020, Jonas assume namoro com a empresária e influencer digital Bruna Hazin, e se tornam noivos no final do mesmo ano. Casaram se em abril de 2022 e em outubro do mesmo ano nasceu João Miguel, fruto deste relacionamento. 